# Тиберій Семпроній Гракх (консул 215 року до н. е.)
Тиберій Семпроній Гракх (лат. Tiberius Sempronius Gracchus, ? —212 до н. е.) — політичний та військовий діяч Римської республіки, консул 215 та 213 роки до н. е.

## Життєпис
Походив з впливового плебейського роду Семпроніїв. Був сином Тиберія Семпронія Гракха, консула 238 року до н. е. Про молоді роки мало відомостей. У 216 році до н. е. став курульним еділом. У цей час тривала Друга Пунічна війна. Того ж року призначений Марком Юнієм Перою своїм заступником — начальником кінноти. Після поразки римлян при Каннах сприяв відродженню армії. Згодом намагався допомогти обложеним мешканцям міста Касіліна, проте марно.
У 215 році до н. е. його було обрано консулом разом з Луцієм Постумієм Альбіном. Він перебрався до Літерна, де готував свої війська. Згодом рушив до міста Куми (Кампанія), які захистив від карфагенян. Розбив капуанців — союзників Ганнібала — під Гами. Після цього слідував за ворогом до Апулії. Зимував у місті Луцірея.
Як проконсул у 214 році до н. е. отримав Апулію. Перебрався до Беневента. Тут до свого війська долучив рабів. Після цього відбулася битва з карфагенським військом на чолі із Ганноном, сина Бомількара. У тривалій й запеклій битві римляни здобули цілковиту перемогу.
У 213 році до н. е. вдруге став консулом разом з Квінтом Фабієм Максимом. З військом рушив до Луканії. Завдавав ударів карфагенянам, не дав активно діяти Магону. У 212 році до н. е. продовжив діяти проти карфагенян в Луканії та Апулії. Втім незабаром, внаслідок зради одного з бруттієв Флава, потрапив у засідку й загинув.

## Родина
- Тиберій Семпроній Гракх, авгур
- Публій Семпроній Гракх